# Laila Kveli
Leila Kveli (* 22. Oktober 1987 in Trondheim) ist eine norwegische Skilangläuferin.

## Werdegang
Der erste große internationale Erfolg gelang ihr 2012, als sie beim Wasalauf, der über 90 km in klassischer Technik führt, den zweiten Platz belegen konnte. 2013 gewann sie den Wasalauf und erreichte beim König-Ludwig-Lauf und Marcialonga Podiumsplätze. Damit erreichte sie 2013 bei Ski Classics in der Juniorinnen-Gesamtwertung den ersten und in der Damen-Gesamtwertung den zweiten Platz. 2014 konnte sie beim Wasalauf erneut den Sieg davontragen. 

## Siege bei Ski-Classics-Rennen
| Nr. | Datum        | Ort        | Rennen   | Disziplin                   |
| --- | ------------ | ---------- | -------- | --------------------------- |
| 1.  | 3. März 2013 | Sälen–Mora | Wasalauf | 90 km klassisch Massenstart |
| 2.  | 2. März 2014 | Sälen–Mora | Wasalauf | 90 km klassisch Massenstart |